# Милон III де Бар-сюр-Сен

Графство Бар-сюр-Сен (на юге Шампани)

Милон III (фр. Milon III de Bar-sur-Seine; ок. 1125—1151) — граф Бар-сюр-Сен.
Сын Ги I де Бар-сюр-Сен и Петрониллы де Шасне. Наследовал отцу не позднее 1146 года.

## Биография
В 1147—1149 годах, оставив графство под управлением матери, участвовал во Втором крестовом походе вместе с королём Людовиком VII, графом Шампани Гуго I и своим двоюродным братом Готье II де Бриенном.
В 1149 или 1150 году женился на Агнессе де Бодемон (1130-?), даме де Брен, дочери и наследнице Ги де Бодемона, сеньора де Брен, и Аликс де Брен. Дочь:
- Петронилла (ум. 1211), с 1168 г. жена Гуго IV дю Пюизе.

В 1151 году, находясь в Труа, неожиданно заболел и умер.
Графство унаследовал его младший брат — Манассе.
Вдова Милона III вторым браком (1152 год) вышла замуж за Роберта I де Дрё, пятого сына короля Людовика VI.
В 1167 году Манассе принял монашеский постриг и передал графство Бар-сюр-Сен Петронилле — дочери Милона III.